# اتحادیه فوتبال ماکائو
فدراسیون فوتبال ماکائو نهاد اداره‌کنندهٔ فوتبال در ماکائو است. این نهاد در سال ۱۹۳۹ پایه‌گذاری شده و اکنون عضو کنفدراسیون فوتبال آسیا است. در حال حاضر ریاست این نهاد بر عهدهٔ چونگ لوپ کان می‌باشد.